# Toni Turek
Toni Turek (született: Anton Turek) (Duisburg, 1919. január 18. – Neuss, 1984. május 11.) német labdarúgókapus.

## Pályafutása
Turek Duisburgban született.
Pályafutását a Duisburger Sportverein csapatában kezdte, de hamar a TuS Duisburg 48/99 játékosa lett. 1950-ben a Fortuna Düsseldorfhoz igazolt. 1950 és 1954 között 20 mérkőzésen szerepelt a német labdarúgó-válogatott színeiben. Játszott a "Berni csodaként" elhíresült 1954-es labdarúgó-világbajnokság döntőjében, ahol a németek Magyarország legyőzésével megnyerték a világbajnoki címet.
A mérkőzésen nyújtott teljesítményét Herbert Zimmermann sportriporter a következő szavakkal jellemezte: "Toni, te egy futballisten vagy". A riporter később elnézést kért ezért a kijelentéséért, mivel az egyház panaszkodott arra, hogy a labdarúgót az Istennel hasonlítják össze.
Turek 1984-ben hunyt el Neuss városában.